# Zona Wolayta

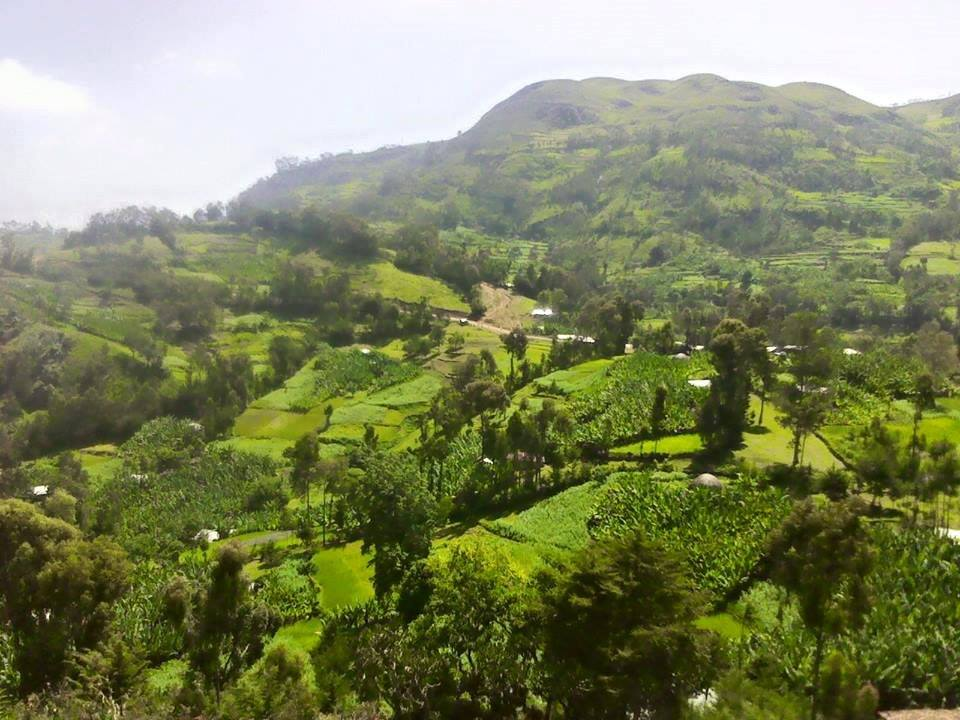
Paisaje rural de Wolayta.

Wolayta o Wolayita es una zona administrativa en Etiopía. Lleva el nombre del pueblo Welayta, cuya tierra natal se encuentra en la zona. Wolayita limita al sur con la zona de Gamo, al oeste con el río Omo que la separa de Dawro, al noroeste con la zona de Kembata y la woreda especial de Tembaro, al norte con Hadiya, al noreste con la región de Oromia, al este por el río Bilate que lo separa de la región de Sidama, y al sureste por el lago Abaya que lo separa de la región de Oromia. El centro administrativo de Wolayita es Sodo. Otras ciudades importantes son Areka, Boditi, Tebela, Bale Hawaasa, Gasuba, Gununo, Badessa y Dinttuwa.

## Demografía
Según la proyección de población para 2021 realizada por la Agencia Central de Estadística de Etiopía (CSA), la zona tiene una población total de 6.142.063 en un área de 4.208,64 km². De la población total de la zona, las mujeres suman 3.115.050 y los hombres 3.027.013.